# Renaissance Center
Le Renaissance Center, surnommé le RenCen, est un groupe de sept gratte-ciel situé à Détroit dans l'État du Michigan (États-Unis) dont le projet a pris naissance en 1977 sur une initiative du maire de la ville, Coleman Young.

## Description
Les tours incluent le Detroit Marriott, le plus haut gratte-ciel du Michigan depuis 1977. Situé sur le Detroit International Riverfront, la totalité du complexe d'immeubles appartient à l'entreprise automobile General Motors Corporation, qui y a également installé son siège social. La tour centrale, appelée « Detroit Marriott at the Renaissance Center » est le plus haut gratte-ciel contenant exclusivement un hôtel du continent américain.
John Portman a été le principal architecte de ce projet. La première phase consista à dessiner 5 tours, 4 tours de bureaux de 39 étages disposées en carré avec, au centre, un hôtel de 73 étages. Cette première phase démarra officiellement en mars 1977. Deux tours de bureaux de 21 étages furent également ajoutées en 1981. Ce type de complexe a été appelé « ville à l'intérieur de la ville ».
En 2003, après 7 ans de présence, General Motors a investi 500 millions de dollars américains pour la rénovation du Renaissance Center. Le complexe totalise 511 000 m2 ce qui en fait le plus grand complexe de bureaux du monde.